# José Luis Ramos
José Luis Ramos (13 novembre 1971) è un ex cestista venezuelano.

## Carriera
Con il Venezuela ha disputato i Campionati americani del 1995.